# El fin (película de 2012)
El fin es una película escrita y dirigida por el director costarricense Miguel Gómez y producida junto a su hermano Dennis Gómez, protagonizada por Pablo Masís y Kurt Dyer.
Basada en el cortometraje “The End”, hecho en el 2008 por el mismo director, El fin narra la historia de Nico (Pablo Masís) que un día despierta para enterarse de que el mundo está a punto de acabarse y se embarca en un viaje con su amigo Carlos (Kurt Dyer) para disfrutar de su último día de vida.
El fin es el tercer largometraje dirigido por Miguel Gómez, siendo sus trabajos anteriores El cielo rojo (2008) y El sanatorio (2010). Fue presentada en el Mórbido Film Fest donde obtuvo buenos comentarios y el segundo lugar en la preferencia del público. La cinta está prevista para estrenarse el 24 de febrero de 2012.

## Sinopsis
Deprimido por la reciente muerte de sus padres y su despido del trabajo, Nico, un joven cualquiera de 26 años, se recluye en su casa por 6 meses. El día en el que se anuncia el inminente fin de la Tierra a causa de un asteroide gigante, Carlos, viejo amigo de Nico va a buscarlo para que juntos vayan a Nosara, único lugar en el que fueron felices. Así empieza su último viaje, en el que encontraran sentido a sus vidas, acompañados por varios personajes a lo largo del camino.

## Reparto
- Pablo Masís como Nico.
- Kurt Dyer como Carlos.
- Álvaro Marenco como Marcos.
- Valeska Vinocour como Andrea.

## Producción
Con un presupuesto de $80000, El fin comenzó a grabarse a mediados de julio de 2010, primero en Nosara y luego en distintas locaciones urbanas, como el bar Yellow Submarine en Moravia, San José, la escena de la cárcel en la comisaría de Heredia y la complicada escena del carro destruido filmada en San Diego de Tres Ríos. La cinta estaba originalmente prevista para estrenarse el 29 de octubre de 2011, sin embargo, se aplazó para resolver algunos problemas técnicos y mejorar el apoyo de los productores.

## Mórbido Film Fest
La película se presentó como un "work in progress" en octubre del 2011 en el Festival Internacional de Cine Fantástico y Terror Mórbido en México, junto con otras producciones como The woman (Estados Unidos), Penumbra (Argentina) y Emergo (España), la cual obtuvo el primer lugar en la preferencia del público, derrotando a El fin, que quedó en segundo lugar. La cinta recibió muy buenas críticas por parte de varios sitios de internet que asistieron a la función, como Twitch Film.